# Amanitaceae
Amanitaceae es una familia de hongos basidiomicetos del orden Agaricales. El género más conocido de la familia, y que le otorga su nombre, es Amanita, pero también incluye a Limacella. La situación taxonómica de estos géneros es discutida y unos autores los consideran dentro de Pluteaceae y otros de Agaricaceae. Morfológicamente, se trata de setas cuyo sombrero es ovoideo, al menos cuando son jóvenes, especialmente cuando mantienen el velo universal. Ecológicamente, surgen en bosques de pinos y frondosas. Algunas de sus especies son comestibles, y otras muy venenosas; de hecho, un buen número de intoxicaciones por hongos proceden de la ingestión de especies del grupo.

## Taxonomía
Algunas especies comunes son:
- Amanita caesarea, comestible tras cocción.
- Amanita muscaria, tóxica, uso ancestral
- Amanita rubescens, comestible tras cocción.
- Amanita pantherina, tóxica
- Amanita phalloides, tóxica
- Amanita velosa, comestible tras cocción.
- Amanita virosa, tóxica
- Limacella solidipes